# Небылица
Небыли́ца или небыва́льщина — жанр устного народного творчества, прозаическое или стихотворное повествование небольшого объёма, как правило, комического содержания, в основе сюжета которого лежит изображение нарочито искажённой действительности.
По определению филолога-фольклориста В. Я. Проппа, небылица — разновидность сказочного жанра, в которой «действительность выворочена наизнанку». К небылицам относятся повествования «о совершенно невозможных в жизни событиях вроде того, что человек проваливается по плечи в болото, утка вьёт гнездо на его голове и откладывает яйца, волк приходит лакомиться яйцами и т. д.»

## Небылицы врусском фольклоре
Андрей Синявский в исследовании русского фольклора называет небылицы и небывальщины рассказами «о том, чего никогда не было и заведомо не могло быть. Это откровенно алогичные ситуации и словосочетания, рассчитанные на комический эффект». В качестве примера он приводит следующий фрагмент из «Северных сказок» Н. Е. Ончукова:

Бывал да живал, на босу ногу топор надевал, топорищем подпоясывался, кушаком дрова рубил… Жона была раскрасавица… за окошко зглянет, так три дня собаки лают
Он также отмечает, что для достижения комического эффекта в небылицах «просто меняют местами значения поставленных рядом слов» (например, вместо «баба доит корову» говорится: «под дубом корова бабу доит», вместо «озеро всколебалось, утка улетела» говорится: «утка всколебалась, озеро улетело»).
По мнению Синявского, небывальщины, как и докучные сказки, представляют собою пародию на подлинную волшебную сказку. Различие между ними состоит в том, что пародируются разные стороны сказки: докучная сказка доводит до бессмыслицы принцип связанности и протяжённости сказки («от сказки остается лишь пустая форма: цепочка слов, свернутая кольцом, растянутая в дурную бесконечность»). В небывальщине же «доведено до абсурда само содержание сказки с её тяготением к чудесному и сверхъестественному»:

Небывальщина — это сказка, потерявшая честь и стыд и поверившая, после долгих уговоров, что все в ней дурь и вранье. Как подгулявшая баба, сказка начинает молоть вздор, нести околесицу — по старой (чтобы было смешнее), освящённой веками канве. Все мотивировки утрачены, священные запреты и обязательства забыты. (…) От прошлого осталась лишь фикция — принцип соединения слов в слаженную цепь тарабарщины. Как если бы сказка напрашивалась на какой-то скандал или шла на откровенный шантаж.

## Небылицы вамериканском фольклоре
Небылицы являются неотъемлемой частью американского фольклора и восходят к состязаниям по хвастовству, проводившимся на Диком Западе. Конкурсы ораторского искусства, которые каждые два года устраивает «Тостмастерс Интернешнл», также могут включать в качестве одного из компонентов рассказывание небылиц. В таком случае каждому участнику даётся 3—5 минут на рассказ, который затем оценивается жюри.
К наиболее популярным героям американских небылиц, некоторые из которых являются историческими персонажами (они помечены в списке знаком §), относятся:

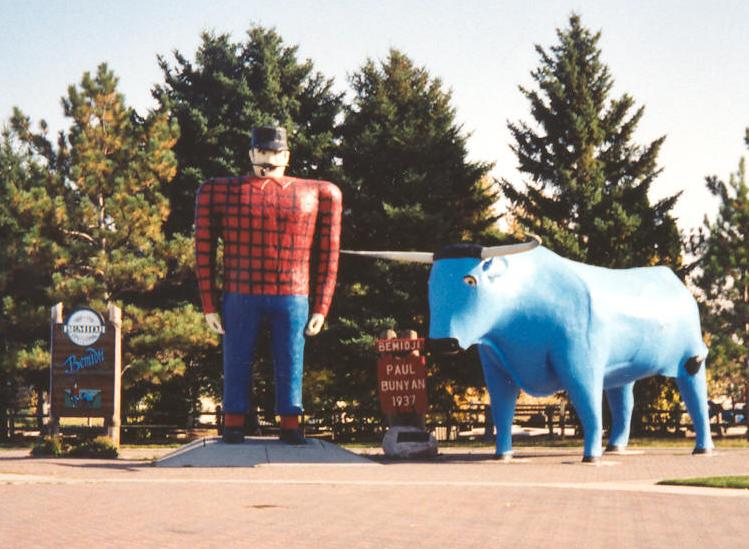
Статуи Пола Баньяна и его спутника, Голубого Быка по кличке Малыш, в Бемиджи

- Пол Баньян — великан-дровосек, который взял в руки топор уже на второй день после рождения[10]
- Тони Бивер — кузен Пола Баньяна, дровосек из Западной Виргинии
- Пит Корд — младший брат Пола Баньяна
- Пекос Билл — ковбой, который был «самым диким на Диком Западе» и изобрёл лассо
- Даниэль Бун § — основатель города Бунсборо, одного из первых англоязычных поселений за пределами гор Аппалачи
- Джон Генри § — негр-силач, работавший на железной дороге
- Бедовая Джейн § — скаут, участница войн с индейцами
- Кейси Джонс § — отважный машинист, ценой своей жизни спасший поезд от крушения
- Дэви Крокетт § — офицер, путешественник и конгрессмен
- Нэт Лав § — негр, после отмены рабства ставший ковбоем
- Молли Питчер § — героиня Войны за независимость США
- Питер Франсиско § — герой Войны за независимость США
- Фиболд Фиболдсон — фермер из Небраски, который боролся с вредителями и засухой
- Майк Финк § — соперник Дэви Крокетта и один из сильнейших гребцов на реках Огайо и Миссисипи
- Джонни Яблочное Зернышко § — житель Среднего Запада, посвятивший свою жизнь посадке яблонь

## Небылицы в других традициях
- Действие австралийских небылиц, как правило, происходит в буше, в том числе на легендарном ранчо Спива (англ. The Speewah). Их основными героями являются Большой Билл — самый тупой житель ранчо, занимавшийся выкапыванием скважин для добычи угля, а также Кривой Мик — знаменитый стригаль, обладавший недюжинной силой (этот персонаж фигурирует также в сказочной повести Алана Маршалла «Шёпот на ветру»).
- В Канаде популярным героем небылиц является легендарный великан-дровосек Джо Маферо (англ. Big Joe Mufferaw).

## Небылицы в современной культуре
- В начале XX века популярным средством рассказывания небылиц стали изображения на почтовых открытках[11]. Авторы таких открыток, как правило, совмещавших фотографию и рисунок, использовали монтаж и изменение перспективы для изображения таких тем, как ловля огромной рыбы[12], охота на гигантских животных[13] или катание на них[14][15], а также выращивание урожая необычайных размеров[16].
- Факты о Чаке Норрисе — юмористические небылицы об известном актёре Чаке Норрисе

## Небылицы в художественной литературе

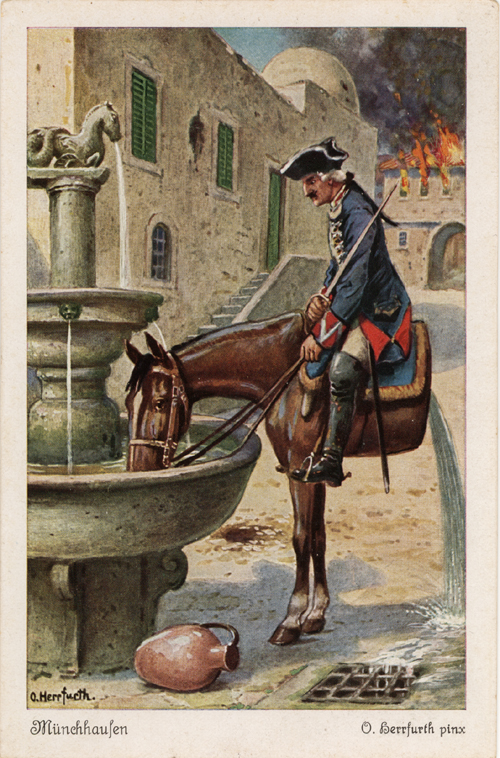
Барон Мюнхгаузен и его разрубленный конь

Небылицы характерны для фольклора, но встречаются и в художественной литературе (прежде всего основанной на фольклорных сюжетах). Примерами могут служить:
- приключения барона Мюнхгаузена в изложениях Эриха Распе и Готфрида Августа Бюргера
- приключения героев романа Рабле «Гаргантюа и Пантагрюэль»
- отдельные эпизоды романа М. Е. Салтыкова-Щедрина «История одного города»
- поморские сказки Бориса Шергина и Степана Писахова
- стихотворение Корнея Чуковского «Путаница»

## Экранизации небылиц

### Мультипликация
- «Небылицы» (1970) — советский мультфильм по мотивам русских прибауток и потешек
- «Небылицы в лицах» (1973) — советский мультфильм по мотивам русских прибауток и потешек
- «Путаница» (1974) — советский мультфильм по стихотворению Корнея Чуковского
- «Смех и горе у Бела моря» (1988) — советский мультфильм по сказкам и небылицам Бориса Шергина и Степана Писахова
- Серия мультфильмов режиссёра Роберта Саакянца:
  - 1982 — «Кто расскажет небылицу?»
  - 1983 — «Ух ты, говорящая рыба!»
  - 1984 — «В синем море, в белой пене…»
  - 1985 — «Ишь ты, Масленица!»

### Кинематограф
- «Крупная рыба» — фильм Тима Бёртона, сюжет которого основан на небылицах, рассказанных отцом главного героя
- «Легенды дикого запада» — американский фантастический вестерн, героями которого стали легендарные персонажи небылиц
- «Небывальщина» — кинокомедия режиссёра Сергея Овчарова по мотивам рассказа Вячеслава Шишкова «Вино-лазы» и русского фольклора